# Compañía de Valores Sudamericana
Compañía de Valores Sudamericana, anteriormente Ciccone Calcográfica, fue una imprenta privada de ArgentinaEra la única imprenta con la tecnología necesaria para la fabricación de billetes y documentos con medidas de seguridad como patentes de autos, pasaportes, diplomas universitarios, entre otros.
En agosto de 2012 fue intervenida por el Estado y pocas semanas después estatizada mediante la ley 26.761.Tras este proceso, sus bienes pasaron a ser administrados por Casa de Moneda de la Nación.
En noviembre de 2024, en medio de una reestructuración de Casa de Moneda, el Estado anunció su cierre y el traspaso de sus bienes a la Agencia de Administración de Bienes del Estado para su subasta.

## Historia
En 1951 los hermanos Héctor y Nicolás Ciccone fundan la empresa en la que comienzan a trabajar con sus respectivas familias. Sin embargo, su etapa de mayor crecimiento se produce a partir de 1978 cuando, gracias al vínculo con el almirante Carlos Alberto Lacoste, se adjudica la impresión de las entradas para el Mundial de fútbol Argentina 1978. Este contrato además le significó la posibilidad de importar máquinas gráficas sin pagar aranceles, en una época en que estos eran elevados. Más tarde y también a través de Lacoste, los Ciccone pudieron entrar en el Ministerio de Bienestar Social, del que dependía Lotería Nacional y adjudicarse la impresión de los billetes de esa casa de juegos. En los años sucesivos Ciccone continuó afianzando su relación con la Casa de la Moneda de la Nación.
A partir de 1983, con Raúl Alfonsín al frente del Gobierno nacional, la relación entre Ciccone y la Casa de la Moneda comenzó a deteriorarse, pero su administrador que interfería en la buena relación que supo mantener anteriormente fue desplazado por un supuesto escándalo.
Desde 1989 en adelante, ya con Carlos Menem a la cabeza del Gobierno y con Armando Gostanián como titular de la Casa de la Moneda, la relación paso por sus mejores momentos, al punto que Ciccone fue la encargada de la impresión de los Menem truchos (billetes publicitarios usados en la campaña a la reelección de Menem en 1995). A pesar de la falsedad del billete, hubo quienes lo utilizaron para pagar sus compras en países limítrofes como Bolivia y Paraguay aprovechando su parecido con los billetes de curso legal. Este billete fue impreso en verdadero papel moneda e incluye una marca de agua con el Escudo de Argentina, en ocasión del 60 cumpleaños del Presidente. Esta emisión, le valió a Armando Gostanián máxima autoridad, una investigación por malversación de fondos públicos, aunque finalmente fue sobreseído.
La buena relación con el gobierno de Menem se vio empañada cuando en 1995 el ministro de Economía, Domingo Cavallo, denunció públicamente que Ciccone era propiedad del empresario telepostal Alfredo Yabran, dichos de los cuales se desdijo años después.  A fines de la década de 1990, el fracaso de una empresa conjunta con el Gobierno chino, por el cual la firma argentina se encargaría de fabricar los documentos que los ciudadanos del país asiático necesitan para desplazarse de una provincia a otra, significó un revés a nivel financiero del que nunca lograría recuperarse. La crisis de finales de 2001 fue la estocada final. El fin del contrato de confección de los pasaportes, primero, y el de los D.N.I., a fines de 2009 fueron el golpe final para la compañía.
En 1951 los hermanos Héctor y Nicolás Ciccone fundan la calcográfica, donde trabajan junto a sus respectivas familias. En 1978 fue la etapa de mayor crecimiento de la empresa mediante el vínculo que tienen con el almirante Carlos Lacoste, titular del EAM’78 (Ente Autárquico Mundial ’78) quien les adjudica la impresión de entradas del Campeonato Mundial, habilitándolos a ingresar máquinas sin el pago de aranceles, como así también la impresión de billetes de la Lotería Nacional, afianzan su relación con la Casa de la Moneda Argentina
En 1990 fracasa una empresa conjunta con China, negocio para imprimir documentos a los ciudadanos de ese país, esto significó una caída financiera de la empresa de la que nunca lograrían recuperarse
•1995: el ministro de economía del gobierno de Menem,  Domingo F. Cavallo denuncia que la empresa calcográfica pertenece al empresario telespostal  Alfredo Yabrán, tiempo después se desdice.
•2001: la crisis de finales de 2001 fue la estocada final. El fin del contrato de confección de los pasaportes, primero, y el de los D.N.I., a fines de 2009 fueron el golpe final para la compañía. También causó escándalo el descubrimiento de billetes con numeración duplicada, y con una remodelación estética de las oficinas de la Casa de Moneda, que según la denuncia del concejal porteño Aníbal Ibarra habría ascendido al costo irregular de 2 millones de pesos/dólares.
Inmersos en cierta desesperación, en 1998 los Ciccone contrataron como cabildero al exembajador estadounidense en Buenos Aires James Cheek; a quien le dieron un asiento en el directorio.

### Quiebra
El 12 de agosto de 2010, a pedido de la Administración Federal de Ingresos Públicos, el Juzgado en lo Comercial n.º 8 decretó la quiebra de Ciccone por una deuda 239 millones de pesos.  Alejandro Vanderbroele, de The Old Found se presentó ante la Justicia y depositó 1,8 millones de pesos, el 24 de septiembre de 2010 se levantó la quiebra. En 2012, Laura Muñoz, en trámite de divorcio con Vanderbroele, denunció que es el «testaferro» de Amado Boudou, iniciándose el Caso Ciccone. La influencia de Yabrán sobre Ciccone Calcográfica se dio a través de un crédito por 25 millones de dólares que la Banca della Svizzera Italiana otorgó a esa firma y que esta no pudo restituir. El 19 de enero de 1995, como parte de su aporte para solucionar los problemas financieros que tenía la provincia de Córdoba, Yabrán depósito la suma de 25 millones de dólares a una tasa del 14 % anual con vencimiento al 19 de abril de 1995 en el Banco Provincia de Córdoba.

### Intervención y Estatización
El 7 de agosto de 2012 el Poder Ejecutivo Nacional dictó un decreto de necesidad y urgencia que establece «la intervención de Compañía de Valores Sudamericana S.A.». Además comunicó que «se ha enviado al Congreso el Proyecto de Ley de Declaración de utilidad pública y sujeto a expropiación de la empresa».
El 22 de agosto de 2012, con 145 votos a favor, 77 en contra y 5 abstenciones, la Cámara de Diputados aprobó la ley 26.761 que estatizó la Compañía de Valores Sudamericana. En el Senado había recibido media sanción la semana anterior, por 44 votos contra 20. La ley declaró a la empresa de utilidad pública y sujeta a expropiación, estableció que el pago de los bienes por parte de Estado (tasados por el Tribunal de Tasaciones de la Nación) se abonaría contra la abultada deuda que la empresa mantenía con la AFIP, y que una vez culminado el proceso de expropiación, la totalidad de los bienes de la empresa pasaran a integrar el patrimonio de la Casa de la Moneda. Un decreto expropiatorio presidencial de marzo de 2013 designó a la AFIP como sujeto expropiante de la compañía y dispuso que «hasta tanto se complete el procedimiento expropiatorio, (se le concede) el uso de los bienes» de la empresa, «incluyendo el inmueble en que se asienta su planta, a Sociedad del Estado Casa de Moneda».

### Cierre
En noviembre de 2024, en medio de una reestructuración de Casa de Moneda, el Estado anunció su cierre y el traspaso de sus bienes a la Agencia de Administración de Bienes del Estado para su subasta.La justificación del gobierno fue que resultaba menos costoso que la producción de billetes se compre a distintos proveedores internacionales. Los billetes que se encontraban en la bóveda de almacenamiento, se destruyeron.La maquinaria con la que contaba la imprenta fue derivada a distintos organismos públicos como a RENAPER y a ARCA.